# Syagrus ruschiana
Syagrus ruschiana, chamado também de coco-da-pedra ou colatina,  é uma espécie de planta do gênero Syagrus e da família Arecaceae.
Ocorre no Brasil, no Espírito Santo  e Minas Gerais, em locais rochosos. Espécie facilmente diferenciada entre as demais Syagrus por apresentar o seguinte conjunto de características: porte mediano; hábito cespitoso; folhas com pinas coriáceas, inseridas em um único plano e distribuídas uniformemente sobre a raque, pecíolo inerme; frutos globosos, alaranjados e glabros quando maduros.
Relacionada com Syagrus amicorum, da qual diferencia pelas bainhas das folhas com margens fibrosas (fibroso-denteadas, como espinhos rudimentares em S. amicorum), raque das folhas 128-200 cm (100-110 cm em S. amicorum), pinas pêndulas, laxas (rijas e congestas, inseridas em ângulo ascendente na raque em S. amicorum), pinas medianas 50-53 x 2,4-3,5 cm (34-38 x 2,2-2,4 cm em S. amicorum), face abaxial da pina com ramento sobre a nervura principal (face abaxial da pina com denso indumento flocoso nos 3-6 cm onde a pina se insere à raque e ramento ao longo da nervura principal em S. amicorum) e número de ráquilas 41-75 (12-20 em S. amicorum).

## Taxonomia
A espécie foi descrita em 1963 por Sidney Frederick Glassman.
Os seguintes sinônimos já foram catalogados:
- Cocos ruschiana  Bondar
- Arikuryroba ruschiana  (Bondar) Toledo

## Forma de vida
É uma espécie rupícola, terrícola e de palmeira.

## Conservação
A espécie faz parte da Lista Vermelha das espécies ameaçadas do estado do Espírito Santo, no sudeste do Brasil. A lista foi publicada em 13 de junho de 2005 por intermédio do decreto estadual nº 1.499-R.

## Distribuição
A espécie é endêmica do Brasil e encontrada nos estados brasileiros de Bahia, Espírito Santo e Minas Gerais. A espécie é encontrada no domínio fitogeográfico de Mata Atlântica, em regiões com vegetação de vegetação sobre afloramentos rochosos.

## Uso humano
A espécie é utilizada para decoração em jardins, figurando no paisagismo do instituto de arte contemporânea Inhotim.